# Kurozwany
Kurozwany (ukr. Курозвани) – wieś na Ukrainie, w obwodzie rówieńskim, w rejonie rówieńskim, w hromadzie Hoszcza. W 2023 liczyła 1013 mieszkańców, spośród których 1013 wskazało jako ojczysty język ukraiński.
W okresie międzywojennym wieś znajdowała się w granicach II RP, wchodząc w skład gminy Hoszcza w powiecie rówieńskim, w województwie wołyńskim.